# Annelien Kappeyne van de Coppello
Annelien Kappeyne van de Coppello (Loenen aan de Vecht, 24 de octubre de 1936 - Leiden, 23 de febrero de 1990) fue una política  de los Países Bajos del Partido Popular por la Libertad y la Democracia (VVD). Es especialmente conocida porque en 1985, fue la primera persona en introducir el tema del lesbianismo en una conferencia oficial de las Naciones Unidas, fue en la Conferencia Mundial sobre la Mujer de Nairobi reclamando medidas para denunciar la discriminación contra las lesbianas y proteger sus derechos. Kappeyne estaba a favor de la abolición de la pena de muerte, el aborto, defendía la igualdad salarial, la eutanasia y el derecho de una persona a controlar su propio cuerpo. También se posicionó a favor de mantener un sistema electoral basado en la representación proporcional y creía que los residentes extranjeros deberían tener voz en el gobierno local. Fue defensora a nivel nacional en la protección de los derechos legales de las personas inmigrantes, la ciudadanía con doble nacionalidad y miembros de la comunidad LGBT.   
Participó activamente en política desde 1966 hasta 1990, primero en el Ayuntamiento de Leiden, luego se desempeñó como miembro de la Cámara de Representantes en el Parlamento de los Países Bajos, como Secretaria de Estado  del primer gabinete de Lubbers, y finalmente fue asesora del Consejo de Estado. Fue reconocida con la Orden del León Neerlandés en 1986. 

## Biografía
Annelien Kappeyne van de Coppello nació el 24 de octubre de 1936 en la aldea de Oud Over cerca de Loenen aan de Vecht, en la provincia de Utrecht de los Países Bajos hija de Theodora Elisabeth Catharina Maria van Panhuijs y Nicolaas Johannes Cornelis Marie Kappeyne van de Coppello. Su padre era banquero y posteriormente se convirtió en abogado y ejerció en Ámsterdam. Su abuelo paterno fue Jacobus Kappeyne van de Coppello era miembro del Senado holandés y su esposa, Martha Maria Benten, participó activamente en el primer movimiento de mujeres en los Países Bajos. Después de completar su educación primaria, Kappeyne ingresó en el Utrechts Stedelijk Gymnasium en 1948, graduándose en 1955. Pasó un año trabajando en Lausana, Suiza y luego regresó a los Países Bajos e ingresó en la Universidad de Leiden en 1956 para estudiar derecho. Era especialmente  activa en la Asociación de Mujeres Estudiantes de Leiden y en el Parlamento de Estudiantes. Kappeyne se unió al Partido Popular por la Libertad y la Democracia VVD en 1962 y se graduó en 1966 con una especialidad en historia parlamentaria.

## Carrera
En septiembre de 1966, Kappeyne logró un puesto en el Consejo de la ciudad de Leiden en el que trabajó hasta 1974. Al mismo tiempo, ocupó un puesto de personal remunerado en el VVD trabajando en el área de asuntos internos de revisión constitucional y derechos electorales. Desde 1969, se desempeñó como secretaria asistente de la circunscripción de VVD en la Cámara de Representantes de los Países Bajos y en 1971, logró un escaño en la Cámara. En 1976, fue vocal defensora en el debate sobre el aborto y más tarde ese mismo año, recibió gran atención cuando cuestionó la gestión de la documentación por parte del Viceprimer Ministro Dries van Agt sobre los nazis y el criminal de guerra Pieter Menten, que permitió a Menten escapar del arresto. Debido a que, como mujer, cuestionó a un ministro de alto rango, se le pidió que proporcionara pruebas médicas para explicar su agresividad hacia van Agt, aunque finalmente expuso su incapacidad para facilitar el arresto. Al año siguiente, recibió la propuesta de asumir la Secretaria de Estado, pero se negó ya que no quería servir en el gabinete de van Agt, cuando se convirtió en Primer Ministro de los Países Bajos.

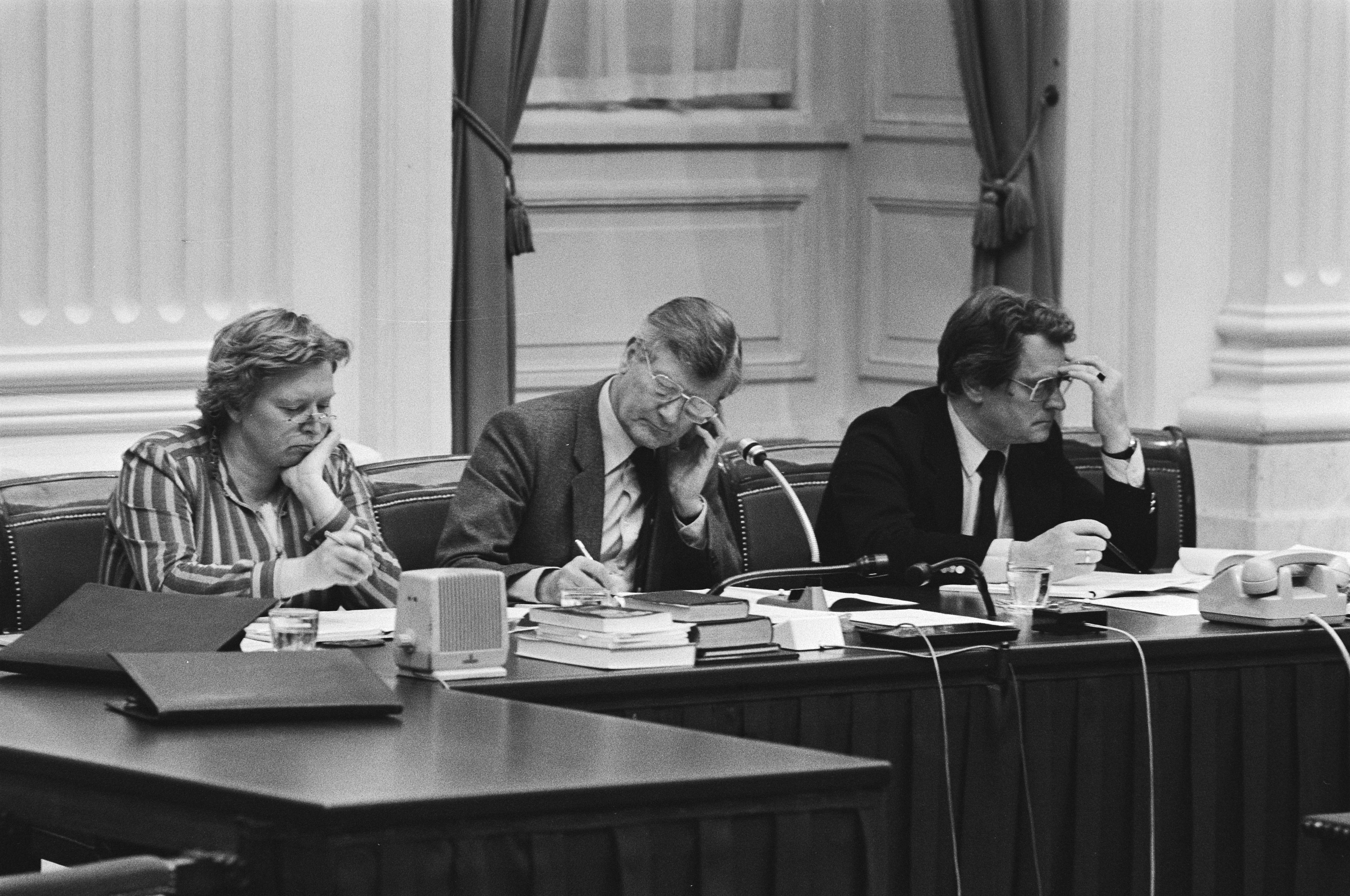
La Secretaria de Estado de Asuntos Sociales y Empleo, Annelien Kappeyne van de Coppello, el Ministro de Asuntos Sociales y Empleo, Jan de Koning, y el Secretario de Estado de Asuntos Sociales y Empleo, Louw de Graaf, en la Cámara de Representantes el 27 de noviembre de 1984.

Durante los debates sobre ciudadanos holandeses que vivían en el extranjero a finales de la década de 1970, Kapeyne fue partidaria de permitirles repatriarse, especialmente si habían renunciado a la ciudadanía debido a la política y sus nuevas políticas promulgadas en sus lugares con las que no estaban de acuerdo. Utilizó como ejemplo la situación de un ciudadano holandés que había renunciado a la ciudadanía para vivir en Sudáfrica y quería repatriarse debido al apartheid. Abogó por mantener un sistema que apoyara la representación proporcional en el gobierno y se opuso a un sistema de distrito, lo que podría crear desigualdades. Cuando se celebró un debate constitucional sobre la inviolabilidad del cuerpo humano, Kapeyne trabajó transversalmente con los diferentes partidos, aunque era inusual para la época, presionar para obtener su aprobación. Ella creía que era un derecho innato de una persona tomar decisiones sobre su propio cuerpo, que incluía el aborto, la eutanasia y la donación de órganos. Sus esfuerzos para enmendar la constitución aseguraron ese derecho para todos los ciudadanos holandeses y fue una de sus contribuciones más importantes como legisladora.
En 1981, Kappeyne dejó la legislatura después de una serie de disputas políticas con su partido. El primer desacuerdo fue sobre el restablecimiento de la pena de muerte, a lo que ella se opuso, y el segundo fue sobre si los extranjeros deberían poder participar en las elecciones municipales. Ella creía que, como nación tolerante, los Países Bajos deberían permitir que aquellos dispuestos a participar en el gobierno lo hicieran y vio a aquellos que prohibirían su participación como evidencia de una creciente xenofobia. Fue a trabajar en la Veronica Broadcasting Organization como gerente de personal e instalaciones de la compañía, pero rápidamente descubrió que la cultura no le interesaba y regresó a la Cámara en 1982 durante el gabinete de First Lubbers, como Secretaria de Estado de Asuntos Sociales y Empleo.
Aunque no se consideraba feminista, Kappeyne a menudo abordaba cuestiones que eran importantes para las mujeres. Abogó porque el gobierno aumentara el número de mujeres que estaban involucradas en cargos públicos y civiles, igualdad de oportunidades, legislación contra la violencia sexual hacia mujeres y niñas, protecciones legales para víctimas de violación conyugal, igualdad en el pago  de beneficios estatales para pensiones y otras cuestiones. Fue una de las delegadas holandesas en la Conferencia Mundial sobre la Mujer en 1985, que formó parte de los programas de las Naciones Unidas para el Decenio de la Mujer para evaluar la situación de la mujer y establecer protocolos que permitieran a las mujeres un acceso real a derechos socioeconómicos, culturales, jurídicos y a la paridad política. Hizo historia en la conferencia al presentar, por primera vez en una conferencia oficial de la ONU, el concepto de los derechos de las lesbianas, pidiendo el fin de la discriminación y la protección de sus derechos legales. Kappeyne ayudó a guiar el Plan de Emancipación de Asuntos Domésticos, que había sido presentado por su predecesora, Hedy d'Ancona. El plan, aprobado en 1985, preveía una mejora en los esfuerzos para ayudar a las mujeres a lograr la independencia económica al garantizar la igualdad de género, cambiar las estructuras organizativas que favorecían el desequilibrio de género y volver a imaginar la percepción de la feminidad y la masculinidad. Ese mismo año, ella introdujo el concepto de licencia parental flexible.
En 1986, Kappeyne dejó la legislatura y fue distinguida como caballero en la Orden del León Neerlandés. Al año siguiente, se convirtió en miembro del Consejo de Estado, el principal órgano asesor del gobierno holandés. El 21 de junio de 1988 se casó con la periodista Hillebrand Folkert de Groen.

## Muerte y legado
A principios de 1990, Kappeyne fue diagnosticada con cáncer. Murió el 23 de febrero de 1990 en Leiden y fue recordada por su excompañera de clase, la Reina Beatriz, quien envió una corona real para el funeral. Una fundación con su nombre se estableció en el año de su muerte, lo que contribuye al desarrollo y la cohesión social de la diversa sociedad holandesa. En 2006, Martijn van der Kooij publicó una biografía de Kappeyne, Strijdvaardig en eigenzinnig, ("Combativa y poco dispuesta"), que puso de relieve sus posiciones inflexibles sobre asuntos que eran importantes para ella.